# Off Minor
Off Minor (titre original : Off Minor) est un roman de John Harvey publié en 1992 en Angleterre et en 1997 en France dans la collection Rivages/Noir avec le numéro 261. 
Après Cœurs solitaires, Les Étrangers dans la maison et Scalpel, c'est le quatrième où l'on retrouve le personnage de Charles Resnick, inspecteur de police d’origine polonaise au commissariat de Nottingham.
Le thème abordé par John Harvey est la pédophilie.

## Résumé
L’enlèvement d’Emily fait suite à la découverte du corps dans des sacs poubelles d’une autre fillette de six ans. Charles Resnick pense qu’un assassin pédophile est présent dans la ville de Nottingham et doit mener son enquête alors que les médias se déchaînent et que la peur s’empare de l’opinion publique.

## Autour du livre
Le titre du roman Off Minor vient du morceau de jazz composé par Thelonious Monk, Charles Resnick étant un passionné de jazz.